# Перлис
Перлис е щат на Малайзия. Населението му е 231 541 жители (по преброяване от 2010 г.), а има площ от 818 кв. км. Телефонният му код е 04, а МПС кодът R. Пощенските му кодове са в диапазона 01xxx. Населението му по етнически признак за 2000 г. е: 79,74% малайци, 9,6% китайци, 1,21% индийци и 9,45% други. Икономиката е базирана на земеделието, като главните отрасли са производството на ориз, захар, билки и плодове.